# Bandau
Bandau ist ein Ortsteil der Gemeinde Beetzendorf im Altmarkkreis Salzwedel in Sachsen-Anhalt.

## Geographie
Bandau, ein Straßendorf mit Kirche, liegt rund sieben Kilometer nordwestlich der Stadt Klötze in der Jeetzeniederung in der Altmark. Südöstlich liegt das Waldgebiet Der Lelchow.
Nachbarorte sind Darnebeck im Westen, Jeeben im Nordwesten, Poppau im Nordosten, Peertz im Süden und die Hoppesmühle im Südwesten.

## Geschichte

### Mittelalter bis 19. Jahrhundert
Im Jahr 1275 wurde Fridericus de Bandow, wohnhaft in Dolsleben, 1312 eine Beguta de Bandowe, wohnhaft in Salzwedel erwähnt. Das Dorf selbst erschien erstmals 1420 urkundlich, Markgraf Friedrich belehnte dat dorpp Bandow an Günzel von Bartensleben.
Im 16. und 17. Jahrhundert lag der Ort wüst. Aus einigen wüsten Höfen des Dorfes Bandau und der wüsten Mark Lelchow und entstand in der zweiten Hälfte des 17. Jahrhunderts ein Gut, das nach einer Urkunde aus dem Schulenburgischer Archiv Wolfsburg am 23. Mai 1681 als ein Afterlehn von den von der Schulenburg dem Amtmann Koven überlassen wurde. Das Gut namens Lelchau oder Lerchau hatte im Jahre 1804 zwei Feuerstellen mit 14 Einwohnern. Das von der Schulenburgische Rittergut wurde 1816 ohne die Lelchower Feldmark an die Bauern in Bandau verkauft, daraus entstand das heutige Dorf Bandau. Die Gemeinden Hohenhenningen und Peertz kauften die Lelchower Feldmark, das vormalige Vorwerk Lelchow. Dieses Lelchow lag südöstlich von Peertz in der Nähe der Ruine der alten Kirche.
Die Siedlung Bandau befand sich in der Jeetzeniederung im Gebiet des heutigen Alt-Bandau (Haufendorf). 1818 wurde hier eine kleine Dorfkirche errichtet. Der Ortskern dieses Dorfes brannte am 6. Juni 1832 nieder, nur 6 Wohngebäude und die Kirche konnten gerettet werden. Noch im gleichen Jahr wurde mit dem Aufbau einer neuen Ortslage 600 Meter ostwärts am Weg von Klötze nach Beetzendorf auf trockenerem Grund und in großzügigerer Bebauung begonnen (Straßendorf). Der Umzug der Dorfkirche und zweier weiterer Gehöfte folgte 1850.

### Herkunft des Ortsnamens
Jürgen Udolph führt den Ortsnamen auf einen slawischen Personennamen zurück. Heinrich Sültmann leitet aus 1420 Bandow den möglichen Personennamen „Bandegast“, „Bandeslaw“ verkürzt zu „Bands“, ab.

### Eingemeindungen
Bandau gehörte bis 1807 zum Salzwedelischen Kreis, danach bis 1808 zum Kanton Klötze, anschließend bis 1813 zum Kanton Jübar im Königreich Westphalen, ab 1816 kam es in den Kreis Salzwedel, den späteren Landkreis Salzwedel im Regierungsbezirk Magdeburg in der Provinz Sachsen in Preußen.
Am 20. Juli 1950 wurden die bis dahin eigenständigen Gemeinden Peertz und Poppau aus dem Landkreis Salzwedel eingegliedert. Am 25. Juli 1952 wurde die Gemeinde Bandau in den Kreis Klötze umgegliedert. Am 1. Juli 1994 kam Bandau zum Altmarkkreis Salzwedel.
Ab 2005 gehörte Bandau zur Verwaltungsgemeinschaft Beetzendorf-Diesdorf.
Durch einen Gebietsänderungsvertrag beschloss der Gemeinderat der Gemeinde Bandau am 27. Oktober 2008, dass die Gemeinde Bandau in die Gemeinde Beetzendorf eingemeindet wird. Dieser Vertrag wurde vom Landkreis als unterer Kommunalaufsichtsbehörde genehmigt und trat am 1. Januar 2009 in Kraft.
Nach Eingemeindung der bisher selbstständigen Gemeinde Bandau wurden Bandau, Poppau und Peertz Ortsteile der Gemeinde Beetzendorf. Eine Ortschaft wurde nicht gebildet.
Seit 1. Januar 2010 gehört Bandau auch zur Verbandsgemeinde Beetzendorf-Diesdorf.

### Einwohnerentwicklung
| Jahr | Einwohner |
| ---- | --------- |
| 1734 | 037       |
| 1774 | 079       |
| 1789 | 102       |
| 1798 | 080       |
| 1801 | 083       |
| 1818 | 108       |

| Jahr | Einwohner |
| ---- | --------- |
| 1840 | 136       |
| 1885 | 144       |
| 1892 | [00]148   |
| 1900 | [00]159   |
| 1910 | [00]193   |
| 1925 | 203       |

| Jahr | Einwohner |
| ---- | --------- |
| 1939 | 166       |
| 1946 | 821       |
| 1964 | 620       |
| 1971 | 526       |
| 1981 | 480       |
| 1993 | 463       |

| Jahr | Einwohner |
| ---- | --------- |
| 2005 | [00]512   |
| 2006 | 511       |
| 2007 | [00]489   |
| 2015 | [00]128   |
| 2018 | [00]126   |
| 2020 | [00]123   |

| Jahr | Einwohner |
| ---- | --------- |
| 2021 | [00]120   |
| 2022 | [00]115   |
| 2023 | [0]111    |

Quelle, wenn nicht angegeben, bis 2006

## Religion
Die evangelische Kirchengemeinde Bandau, die früher zur Pfarrei Jeeben gehörte, wird heute betreut vom Pfarrbereich Beetzendorf des Kirchenkreises Salzwedel im Bischofssprengel Magdeburg der Evangelischen Kirche in Mitteldeutschland.

## Politik

### Bürgermeister
Der letzte Bürgermeister der Gemeinde war Helmut Fehse.

### Wappen
Blasonierung: „In Blau ein achteckiger, von einer goldenen Kette umschlossener silberner Stein, belegt mit einer blauen Windrose, überhöht von 2 goldenen Windrosen.“

## Kultur und Sehenswürdigkeiten
In Bandau stand ursprünglich eine Kapelle, die 1818 einstürzte. Die heutige Kirche ist ein rechteckiger Putzbau mit Fachwerkdachreiter. Sie wurde 1850 aus dem weiter westlich gelegenen Alt-Bandau hierher versetzt. Die erhaltene Kirchenglocke stammt aus dem Jahr 1579.

## Sonstiges
In der Nähe befindet sich das Ökodorf Sieben Linden, eine sozial-ökologische Modellsiedlung.